# C29H33NO2
化学式C29H33NO2（摩尔质量：427.58 g/mol）可以指：
- JWH-095，CAS号：316189-73-8
- U-10520A，CAS号：1178-99-0

|  | 这个同类索引页列出了具有相同分子式的化学物（即同分異構體）条目。 除非您是有意链接至本页，否则应将相应条目的内部链接指向正确的条目。 |